# Jagdish Chand Ajmani
Jagdish Chand Ajmani (* 4. April 1930 in Shimla; † 4. März 2017) war ein indischer Diplomat.

## Leben
Jagdish Chand Ajmani war der Sohn von Radha Ajmani und Dip Chand. Er heiratete 1955 Sharda Nayar, sie hatten einen Sohn und eine Tochter. Er studierte am St. Stephen’s College in Delhi, an der Jawaharlal Nehru University und am Brasenose College in Oxford. Er trat 1952 in den auswärtigen Dienst, von 1955 bis 1957 wurde er in Kairo vom Gesandtschaftssekretär dritter Klasse zum Gesandtschaftssekretär zweiter Klasse befördert. Von 1962 bis 1963 war er Gesandtschaftssekretär erster Klasse in Bagdad. Von 1967 bis 1969 war er Botschaftsrat in Tokio. Am 30. April 1971 erhielt er Exequatur als Generalkonsul und Geschäftsträger in Berlin, wo er von 8. Dezember 1973 bis 23. Juni 1976 Botschafter war. Ajmanai war auch zugleich Botschafter Indiens in Ost-Berlin.
Von 1977 bis 1980 war Ajmani High Commissioner in Canberra. Von 1980 bis 1984 war er Botschafter in Rom und Vertreter der indischen Regierung bei der FAO. Von 1984 bis 1986 war er Botschafter in Buenos Aires und bei den Regierungen in Asunción und Montevideo akkreditiert. Von 1987 bis 1988 war er Botschafter in Bonn.